# Ervin Gábor
Ervin Gábor (Budapest, 1912. január 24. – Budapest, 1944. december 3. vagy 6.) magyar katolikus pap, hittanár. 1944-ben a nyilasok kivégezték.

## Élete
Apja Ervin (Spitzer) Kálmán (1869–1933) bankigazgató, anyja, Brust Ilona, Heinrich Heine rokona. Apai nagyszülei dr. Spitzer Antal és Lamberger Róza, anyai nagyszülei Brust Dávid és Hirsch Malvin. Hétéves volt, amikor családjával katolizált az izraelita vallásról. 
Elemi iskolai tanulmányait a Cukor utcai (vagy Papnövelde utcai) elemi iskolában fejezte be, majd 1921 és 1929 között, nyolc éven át a budapesti piarista gimnázium diákja volt, amelyet jeles eredménnyel fejezett be. A család akkoriban a pesti Dunaparton, a Ferenc József rakpart 26. (másként Irányi utca 1.) számú házban lakott, majd 1928 novemberében az Akadémia utca 18. szám alá költöztek.
Érettségi után felvételét kérte az esztergomi főegyházmegye papnövendékei közé, és a Központi Papnevelő Intézet tagjaként tanult teológiát a Pázmány Péter Tudományegyetemen. 1934. június 24-én pappá szentelték, majd budaörsi káplánná nevezték ki. 1936-tól haláláig az angyalföldi Salvator Intézetben, a szalvátor nővérek (Isteni Üdvözítő Nővérei) leánylíceumában és tanítónőképzőjében (Huba utca 7.), majd 1943-tól az Isteni Szeretet Leányainak ferencvárosi Patrona Hungariae Leánygimnáziumában (Knézich utca 7.) tanított hittanárként.
A zsidótörvényekben érintettek védelmére alakult Magyar Szent Kereszt Egyesület munkájában aktívan részt vett, eleinte mint lelkivezető, majd 1944-ben az egyesület titkára lett. Annak ellenére, hogy katolikus papként nem volt kötelezve a sárga csillag viselésére, az 1944. március 19-i német megszállás után fölvarrta a reverendájára, hogy ezzel fejezze ki szolidaritását édesanyjával, testvéreivel és a magyar zsidósággal. Hangosan tiltakozott, amikor látta, hogy fegyveresek hurcolják el a zsidókat, ezért a rendőrség rövid időre letartóztatta. Egy ismerőse megígérte neki, hogy testvéreit nagyobb összeg fejében Svájcba menekíti, azonban hiába gyűjtötte össze a pénzt, a csempészek becsapták. Fivéreit a Gestapo a határon elfogta, és megölte.
A saját életét kockáztatva üldözötteket rejtegetett városmajori lakásán (Maros utca 44.). 1944. december elején a nyilasok betörtek hozzájuk, és mindenkit elhurcoltak. Edit nevű cselédlányuk tért vissza egyedül, aki később elmondta, hogy szemtanúja volt, amint Ervin Gábort és édesanyját a Kapás utcai nyilas székházban megkorbácsolták, miközben azok a Miatyánkot imádkozták. Ezután mindkettőjüket a Duna-parton kivégezték.

## Művei
- Széchenyi vallásossága. In  Jubileumi évkönyv 1831-1931. Budapest: Magyar Egyházirodalmi Iskola. 1931.   241–259. o.  – Első nagyobb tanulmánya, amelyet 19 évesen írt Széchenyi Istvánról.
- Pierre de Bérulle: A lelkivezetésről. Budapest: Korda Rt. 1937.
- Reginald Garrigou-Lagrange: A megkezdett örök élet: A keresztény lelkiség alapelvei. Budapest: Korda Rt. 1938.
- Az erkölcsi jó metafizikai gyökere A megkezdett örök élet. Budapest: Stephaneum Nyomda. 1938.
- Szempontok a nem-keresztény misztikusok méltatásához. Budapest: Stephaneum Nyomda. 1938.
- Az érték jelentése. Budapest: Stephaneum Nyomda. 1939.
- Veni Sancte. Te Deum laudamus!: Rövid szentbeszédek. Budapest: Korda Rt. 1939.
- Gondolatok a művészet etikájához. Budapest: Stephaneum Nyomda. 1941.
- Krisztusi nagykorúság: Bérmálkozóknak és megbérmáltaknak. Budapest: Korda Rt. 1941.
- Kultúra és emberiség. Budapest: Jelenkor. 1943.
- A tökéletesség felé! Vác: Kapisztrán Nyomda. 1943.
- Ergebnisse und Zielsetzungen der ung. Geschichtsphilosophie. Vác: Egyetemi Nyomda. 1943.
- A műalkotás mint jel. Budapest: Egyetemi Nyomda. 1944.

Tanulmányai és cikkei 1938 és 1943 között a Korunk Szava, Teológia, Bölcseleti Közlemények, Jelenkor, Athenaeum, Litteratura Hungarica, és Magyar Barát folyóiratokban jelentek meg.

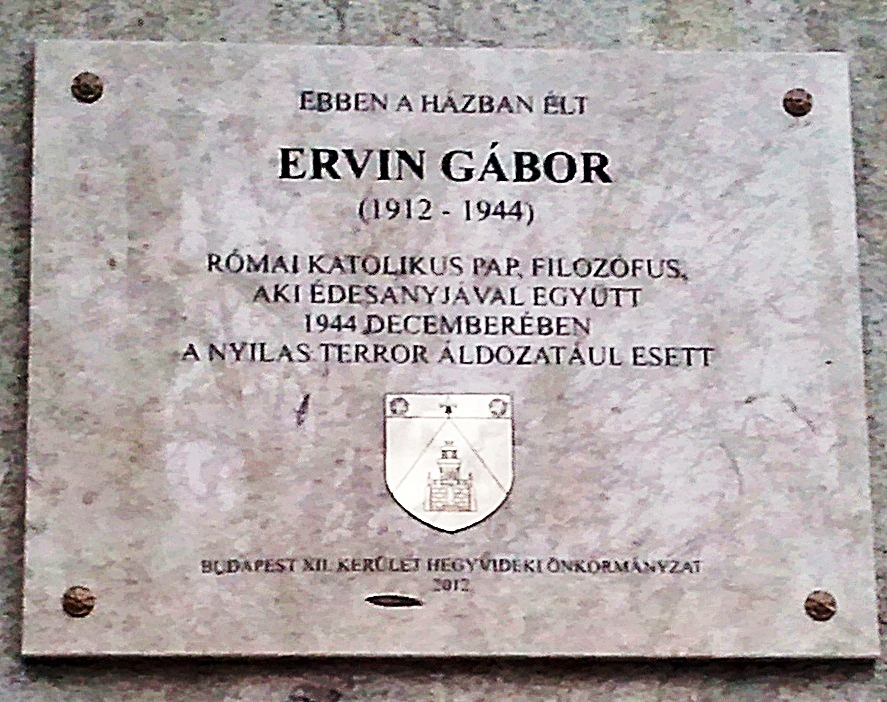
Emléktábla volt lakóháza falán

## Emlékezete
Születésének századik évfordulóján, 2012. január 27-én, ami egyben a holokauszt áldozatainak nemzetközi emléknapja, az ELTE bölcsészkarán konferenciát rendeztek életművéről. A konferencián felszólaló Frenyó Zoltán filozófus szerkesztésében könyv is megjelent Ervin Gábor emlékezete. Ervin Gábor bölcseleti munkái címmel.
2012. december 12-én emléktáblát avattak a tiszteletére a XII. kerületi Maros utca 44/B. alatti épület falán, ahonnan 1944-ben elhurcolták.
Ervin Gábor és édesanyja halálának 80. évfordulója alkalmából 2024. december 4-én 17 órától a Városmajori Jézus Szíve Plébánián Dr. Kránitz Mihály, a Pázmány Péter Katolikus Egyetem Hittudományi Karának tanszékvezető egyetemi tanára tartott előadást Ervin Gábor életéről, munkásságáról. Az előadás végén Fischer János tartott személyes megemlékezést, akit Ervin Gábor keresztelt meg három hetes korában és aki a háború végén a lebombázott házuk romjai között talált rá keresztelői emléklapjára Ervin Gábor aláírásával.
Az előadás után Dr. Kránitz Mihály és Forgács Alajos plébános szentmisét mutattak be Ervin Gábor és édesanyja emlékére. A szentmisén felolvastak egy részletet Ervin Gábor „Mutassátok meg az Atyát! című könyvéből.
A   megemlékező szentmise után emlékmenet indult Ervin Gáborék Maros utcai házához. Dr. Kránitz Mihály atya vitte elől Ervin Gábor megvilágított fényképét és Forgács Alajos plébános egy nagy zarándokgyertyát, őket gyertyákkal követte a városmajori hívek nagyobb csoportja. Ervin Gáborék házánál megható imádságot mondott Kránitz atya, a résztvevők koszorút helyeztek el és elimádkoztak egy tized rózsafűzért.